# Lena Carlzon-Lundbäck
Lena Elisabeth Carlzon-Lundbäck (* 26. März 1954 in Malmberget) ist eine ehemalige schwedische Skilangläuferin.

## Werdegang
Carlzon-Lundbäck, die für den Malmbergets AIF und den IFK Lidingö startete, belegte bei den nordischen Skiweltmeisterschaften 1974 in Falun den fünften Platz mit der Staffel. Bei den Olympischen Winterspielen 1976 in Innsbruck errang sie den 14. Platz über 5 km, den zehnten Platz über 10 km und den vierten Platz mit der Staffel. Ihre besten Resultate bei den nordischen Skiweltmeisterschaften 1978 in Lahti waren der siebte Platz über 10 km und der vierte Rang mit der Staffel. Zwei Jahre später kam sie bei den Olympischen Winterspielen 1980 in Lake Placid auf den 11. Platz über 10 km, auf den zehnten Rang über 5 km und auf den sechsten Platz mit der Staffel. In der Saison 1981/82 wurde sie bei den nordischen Skiweltmeisterschaften 1982 in Oslo Neunte über 5 km und sechste mit der Staffel und belegte den 36. Platz im Gesamtweltcup.
Carlzon-Lundbäck siegte bei schwedischen Meisterschaften viermal über 5 km (1978, 1979, 1980, 1982), zweimal über 10 km (1977, 1979), zweimal über 20 km (1979, 1982) und zweimal mit der Staffel (1980, 1983). Sie ist mit dem ehemaligen Skilangläufer Sven-Åke Lundbäck verheiratet.